# 84566 VIMS
84566 VIMS este o planetă minoră (asteroid), cu un diametru de 4,509 km, din centura de asteroizi. A fost descoperită pe 1 noiembrie 2002 la Observatorul Palomar de Near Earth Asteroid Tracking. 
Obiectul prezintă o orbită caracterizată de o semiaxă mare de 2,7781174034844 UAi, o excentricitate de 0,17, o înclinație de 13,543842094817 ° în raport cu ecliptica.